# Sceau-de-Salomon odorant
Polygonatum odoratum
Pour les articles homonymes, voir Sceau-de-Salomon (plante).
Espèce
Classification APG III (2009)
Le Sceau-de-Salomon odorant (Polygonatum odoratum ou Polygonatum officinale) est une plante herbacée vivace, rhizomateuse, de la famille des Asparagacées et du genre Polygonatum.

## Noms vernaculaires
Grenouillet, faux muguet ou herbe aux panaris.

## Description
Cette espèce se caractérise par sa tige anguleuse, ses fleurs en tube, solitaires ou par paires, sans dépression à mi-longueur du tube, ses baies bleu noirâtre à maturité.

## Usages
François Couplan la classe parmi les plantes toxiques. Ses fruits peuvent provoquer des troubles digestifs et des troubles cardiaques graves. Et son rhizome est très irritant s'il est ingéré. 
La jeune plante a parfois été consommée, mais sa consommation n'est pas recommandée, car l'espèce est souvent assez dans son aire naturelle de répartition[pas clair], et la plante adulte contient des raphides d'oxalate de calcium « extrêmement irritants mécaniquement », et est « riche en saponosides toxiques, en particulier les fruits »
Elle a eu ou a encore localement des usages médicinaux : son rhizome peut être employé, en usage externe, comme antiecchymotique. Cette plante est utilisée en médecine traditionnelle chinoise et en médecine traditionnelle coréenne, et les racines sont utilisées pour faire des décoctions.